# La Laguna, Mezquitic
La Laguna är en ort i Mexiko.   Den ligger i kommunen Mezquitic och delstaten Jalisco, i den centrala delen av landet, 600 km nordväst om huvudstaden Mexico City. La Laguna ligger 1 886 meter över havet och antalet invånare är 232.
Terrängen runt La Laguna är kuperad åt nordväst, men åt sydost är den bergig. Runt La Laguna är det mycket glesbefolkat, med 4 invånare per kvadratkilometer. Närmaste större samhälle är San Andrés Cohamiata, 8,0 km söder om La Laguna. I omgivningarna runt La Laguna växer huvudsakligen savannskog.